# 埃尔姆施泰因
埃尔姆施泰因是德国莱茵兰-普法尔茨州的一个市镇。总面积75.69平方公里，总人口2521人，其中男性1280人，女性1241人（2011年12月31日），人口密度33人/平方公里。